# Countdown: Start zum Mond
Countdown: Start zum Mond (Originaltitel: Countdown) ist ein US-amerikanischer Science-Fiction-Film des Regisseurs Robert Altman aus dem Jahr 1967. Er basiert auf dem Roman The Pilgrim Project von Hank Searls. Die deutsche Erstaufführung fand am 29. März 1968 statt.

## Handlung
Amerika und die Sowjetunion liefern sich einen Wettkampf um die Vorherrschaft im Weltraum. Das Ziel ist, als erste Nation einen Menschen auf den Mond zu bringen. Die USA bereiten dafür das Apollo-Raumfahrtprogramm vor. Doch als bekannt wird, dass die Sowjetunion kurz vor einer Mondlandung steht, wird Apollo unterbrochen, um den erfahrensten seiner Astronauten, Chiz, mit einer Gemini-Kapsel allein und vor allem als erstes auf den Mond zu schicken. Doch dann entscheidet sich die Regierung in Washington gegen Chiz: Er ist neben seiner Tätigkeit bei der NASA auch Offizier der US Air Force, und da die sowjetischen Kosmonauten Zivilisten sind, wollen die USA in diesem Punkt nicht nachstehen, um ebenfalls eine friedliche Absicht zu demonstrieren. Und so wird der zweitbeste Mann, der Zivilist Lee Stegler, mit der Mission beauftragt. Chiz tobt vor Wut und Enttäuschung, erklärt sich dann aber doch bereit, Lee in der knappen Zeit auszubilden, nicht ohne Hoffnung, dass der es nicht schaffen wird und sie ihn doch nehmen müssen.
Training und Vorbereitungen gehen dennoch gut voran. Eine unbemannte Raumstation, ein sogenanntes Biwak, wird vorab auf den Mond geschossen, worin Lee bis zur Abholung durch eine Apollo-Mission wohnen soll. Doch dann gelangt die Geschichte unerwartet an die Presse, und die veröffentlicht die Absichten der NASA, noch ehe diese einen uneinholbaren Vorsprung vor der Sowjetunion ausbauen kann. Und so startet diese dann tatsächlich kurz vorher, bevor die Amerikaner es können. Trotzdem wird die Gemini mit Lee an Bord auf die Reise geschickt. Bis auf einige Maschinenprobleme, die die Batterien trockenlegen und somit den Funkkontakt beeinträchtigen, verläuft die Mission störungsfrei. Lee soll bei der Umkreisung des Mondes das Biwak, das mit einem weit scheinenden Leuchtfeuer ausgestattet ist, per Sichtkontakt ausmachen und in der Nähe landen, da ihm zum Überwechseln in das Biwak nur für zwei Stunden Sauerstoff zur Verfügung stehen. Doch da tritt ein von dem zuständigen Raumfahrtarzt vorab befürchtetes Problem auf: Lee ist von der Reise erschöpft, seine Augen von dem Sauerstoff in der Kapsel entzündet und er wird stark von der Sonne geblendet. Nur mühsam glaubt er das Leuchtfeuer ausfindig gemacht zu haben und landet.
Lee entsteigt der Kapsel und macht sich auf die Suche nach dem Biwak. Zunächst erfolglos, was die Zweifel seiner NASA-Kollegen auf der Erde bestätigt, dass er das Leuchtfeuer vermutlich doch nicht gesehen hat und weit ab vom Biwak gelandet ist. Unterwegs auf seiner Suche trifft er auf das Raumschiff der Sowjetunion. Dessen Landung ist missglückt, die Kapsel liegt umgestürzt am Boden, die Kosmonauten tot daneben, die sowjetische Flagge in der Hand des einen. Lee hisst beide Flaggen, und geleitet von einem Maskottchen, das ihm sein kleiner Sohn auf seine Mondfahrt mitgegeben hat, kann er in den letzten Minuten seines Sauerstoffvorrates das Biwak glücklich finden.

## Hintergrund
Tatsächlich gab es bei der NASA Überlegungen, Mondflüge mit Gemini-Raumschiffen zu unternehmen, falls die Apollo-Raumschiffe nicht rechtzeitig, d. h. vor einer sowjetischen Mondlandung, einsatzbereit gewesen wären. Im sowjetischen Mondlandeprogramm wäre nur ein Kosmonaut auf dem Mond gelandet, was aber öffentlich nicht bekannt war.
Produzent William Conrad, bekannt als Fernsehschauspieler (Cannon, Jake und McCabe – Durch dick und dünn), hat bei einigen Szenen Regie geführt.

## Kritiken
Das Lexikon des internationalen Films bezeichnete den Film als „Mischung aus fesselnder Technologie-Reportage und Science Fiction, die Kritik an der Technologiegläubigkeit übt und das nationale Leistungsdenken hinterfragt.“ Laut Cinema weise der Film als „Frühwerk von Robert Altman“ darauf hin, „was den Regisseur bis heute auszeichnet: dokumentarischer Blick und ein großes Ensemble“.

## Synchronisation
Die deutsche Synchronfassung entstand bei der Berliner Synchron GmbH nach dem Dialogbuch und unter der Dialogregie von Dietmar Behnke.
| Rolle       | Darsteller    | Synchronsprecher  |
| ----------- | ------------- | ----------------- |
| Lee Stegler | James Caan    | Michael Chevalier |
| Chiz        | Robert Duvall | Rolf Schult       |